# ۳ مه
۳ مه در تقویم گریگوری، صد و بیست و سومین (در سال‌های کبیسه صد و بیست و چهارمین) روز سال است. ۲۴۲ روز تا پایان سال باقی است.

## رویدادها
- ۱۹۶۱ - ژنو – فوأد روحانی به ریاست اوپک برگزیده می‌شود.
- ۱۹۷۸ - اولین اسپم یا ایمیل تبلیغاتی ناخواسته در ایالات متحده ارسال شد.
- ۱۹۷۹ - پس از یک انتخابات عمومی مارگارت تاچر اولین دولت خود را به عنوان نخست وزیر در بریتانیا تشکیل داد.
- ۱۹۸۶ - در اثر انفجار بمبی در فرودگاه کلمبو پایتخت سریلانکا ۲۱ نفر کشته شدند.
- ۲۰۰۱ - ایالات متحده برای اولین بار پس از تشکیل کمیسیون حقوق بشر سازمان ملل متحد کرسی خود را در این سازمان از دست داد.
- ۲۰۰۲ - بر اثر سقوط یک جنگنده میگ ۲۱ بر روی بانک راجستان در هند هشت نفر کشته شدند.

## مناسبت‌ها
- روز جهانی آزادی رسانه

## زادروزها
- ۹۶۹ - بدیع‌الزمان همدانی، شاعر، ادیب ایرانی
- ۱۴۶۹ - نیکلا ماکیاولی، اندیشمند، سیاستمدار و نویسنده ایتالیایی

## درگذشت‌ها
- ۱۱۷۴ – ابن الدهان بغدادی، زبان‌شناس عراقی.
- ۱۹۶۷ – ارنست ولوبر، نظامی و سیاستمدار اهل جمهوری دموکراتیک آلمان (ز. ۱۸۹۸)